# Колодезянское сельское поселение (Крым)
Колодезянское се́льское поселе́ние (укр. Колодезянське сільське поселення, крымскотат. Чонърав кой юрту, Çoñrav köy yurtu) — муниципальное образование в Красногвардейском районе Республики Крым России, в степной зоне полуострова.
Административный центр — село Колодезное.

## История
В советское время был образован Колодезянский сельский совет. Впервые он упоминается в Списке населённых пунктов Крымской АССР по Всесоюзной переписи 17 декабря 1926 года.
Сельское поселение образовано в соответствии с законом Республики Крым от 5 июня 2014 года.

## Население
| 2001  | 2014  | 2015  | 2016  | 2017  | 2018  | 2019  |
| ----- | ----- | ----- | ----- | ----- | ----- | ----- |
| 2173  | ↘1411 | ↗1414 | ↗1422 | ↘1419 | ↗1420 | ↘1396 |
| 2020  | 2021  |       |       |       |       |       |
| ↘1354 | ↗1451 |       |       |       |       |       |

## Состав сельского поселения
| № | Населённый пункт | Тип населённого пункта       | Население |
| - | ---------------- | ---------------------------- | --------- |
| 1 | Колодезное       | село, административный центр | ↘997      |
| 2 | Докучаево        | село                         | ↘277      |
| 3 | Пологи           | село                         | ↘137      |